# Carlos Vigaray
Carlos Martín Vigaray (Leganés, Comunidad de Madrid, 7 de septiembre de 1994) es un jugador profesional de fútbol que juega como defensa en el C. D. Teruel de la Primera Federación.

## Trayectoria
Nacido en Leganés, Madrid, se graduó en la cantera de jóvenes del Getafe C. F., e hizo su debut con el filial en la temporada 2012-13, en Segunda División B. El 31 de mayo de 2013 firmó un nuevo contrato de dos años con el club.
El 16 de enero de 2014 jugó su primer partido oficial con el equipo titular, partido que terminó con una derrota en casa 0-2 ante el F. C. Barcelona en la campaña de la Copa del Rey de ese año. Exactamente un mes más tarde, debido a muchas lesiones en el equipo de los Azulones, apareció por primera vez en la Liga de Primera División española, jugando los 90 minutos en la derrota por 0-3 ante el Real Madrid también en el Coliseum Alfonso Pérez.
En la temporada 14-15 empezó alternando convocatorias con el primer equipo y el filial, pero acaba convirtiéndose en un jugador importante para el Getafe debido a la lesión de Valera, llegando a jugar 13 partidos con la entidad azulona, hecho que le llevó a renovar su contrato hasta 2017 con el primer equipo pese a recibir ofertas. En Copa, logró meter un gol de bella factura contra el S. D. Eibar en la vuelta de dieciseisavos.
De cara a la temporada 2015-16 pasó a formar parte definitivamente de la primera plantilla. Esa campaña el equipo descendió de categoría y se marchó al Deportivo Alavés.
Después de tres años perteneciendo a la disciplina del Deportivo Alavés, no renovó contrato y firmó por cuatro temporadas por el Real Zaragoza. En esas cuatro campañas disputó 54 partidos y marcó cuatro goles, pero sufrió numerosas lesiones que le impidieron tener continuidad. El 26 de junio de 2023 llegó a un acuerdo con el club para desvincularse y quedó libre.
El 30 de agosto de 2023 fichó por el C. F. Fuenlabrada. Allí compitió durante una campaña en la Primera Federación y en septiembre de 2024 se marchó a Baréin para jugar en el Al-Ahli Club. Tras esta experiencia volvió a Aragón para jugar en el C. D. Teruel.

## Clubes
| Club              | País   | Año       |
| ----------------- | ------ | --------- |
| Getafe C. F. "B"  | España | 2013-2015 |
| Getafe C. F.      | España | 2015-2016 |
| Deportivo Alavés  | España | 2016-2019 |
| Real Zaragoza     | España | 2019-2023 |
| C. F. Fuenlabrada | España | 2023-2024 |
| Al-Ahli Club      | Baréin | 2024-2025 |
| C. D. Teruel      | España | 2025-act. |